# Hrabstwo Choctaw (Oklahoma)

Piramida wieku mieszkańców hrabstwa

Choctaw – hrabstwo w stanie Oklahoma w USA. Założone w 1907 roku. Populacja liczy 15 342 mieszkańców (stan według spisu z 2000 roku).
Powierzchnia hrabstwa to 2074 km² (w tym 70 km² stanowią wody). Gęstość zaludnienia wynosi 8 osób/km².

## Miasta
- Boswell
- Fort Towson
- Hugo
- Sawyer
- Soper

## CDP
- Grant
- Swink